# État associé
Un État associé est un État souverain et indépendant (nation) ayant signé une convention de partenariat (dite libre association) avec un État généralement plus grand ou plus peuplé auquel il est associé. Par cet accord, l'un des deux partenaires délègue à l'autre certains pouvoirs qui relèvent normalement de sa souveraineté, le plus souvent la défense et les affaires étrangères. Pour définir cette relation, une convention de ce type n'utilise pas de terme comme « protectorat ».
Les États associés sont des sujets de droit international et possèdent pleine souveraineté. Le détail de telles « libres associations » est défini dans la résolution 1541 (XV) des Nations unies.

## États associés

### États-Unis
Les trois États suivants sont en libre-association avec les États-Unis :
- Îles Marshall, depuis 1986
- États fédérés de Micronésie, depuis 1986
- Palaos, depuis 1994

La Micronésie, les Marshall et les Palaos sont associées avec les États-Unis par le Traité de libre-association (Compact of Free Association), qui leur confie souveraineté et contrôle ultime sur leur territoire. Toutefois, le gouvernement fédéral américain assure leur défense, leur fournit des subventions et permet l'accès aux services sociaux américains à tous leurs citoyens. Les États-Unis bénéficient de l'utilisation de ces îles comme bases militaires stratégiques.

### Nouvelle-Zélande
Les deux États suivants sont en libre-association avec la Nouvelle-Zélande :
- Îles Cook, depuis 1965
- Niue, depuis 1974

Les îles Cook et Niue ne sont pas des dépendances de la Nouvelle-Zélande et sont reconnus comme États souverains par les Nations unies, qui les considère comme « États non-membres »,,. Dans leurs relations avec des pays étrangers et des organisations, elles sont reconnues comme « États indépendants et souverains »,. Pour leurs relations avec la Nouvelle-Zélande, elles sont appelées « États en libre-association » plutôt qu'« États indépendants »,.
La Nouvelle-Zélande agit au nom des îles Cook et de Niue pour leurs affaires étrangères et leur défense, mais uniquement à leur demande et avec leur conseil et consentement. Dans les autres domaines, les deux États bénéficient d'une totale indépendance et souveraineté,,,,. Les citoyens des îles Cook et de Niue sont également citoyens de Nouvelle-Zélande, bien que les deux États aient établi leur propre nationalité et régime d'immigration.
Tokelau, territoire dépendant de la Nouvelle-Zélande, a tenu un référendum d'auto-détermination en 2006 afin de déterminer si ses habitants désiraient rester un territoire néo-zélandais ou devenir un État en libre-association. Bien qu'une majorité des votants aient choisi la libre-association, cette option n'obtint pas les deux-tiers des suffrages nécessaire à son approbation. Un deuxième référendum tenu en 2007 produisit les mêmes résultats, la libre-association étant repoussée à 16 voix près.

### France
Le 12 juillet 2025,, un projet d'accord de création d'un État de Nouvelle-Calédonie associé à la France,, qui doit encore être entériné, a été trouvé à Bougival entre les forces politiques indépendantistes et loyalistes de Nouvelle-Calédonie sous la supervision du ministre des Outre-mer Manuel Valls. Le président français Emmanuel Macron a salué « un accord historique ». Le texte prévoit la création d'une nationalité calédonienne, qui viendra s'ajouter à la nationalité française, ainsi que de possible transfert de compétences régaliennes.
Cette loi fondamentale devra d'abord être adoptée par le Parlement français réuni en Congrès et ensuite adoptée par le Congrès calédonien à la majorité des trois cinquièmes et devra faire l'objet d'un large travail de pédagogie politique, prévient le texte.
Il est aussi important de savoir que cette accord ne fera pas de la Kanaky (Nouvelle Calédonie) un état pleinement souverain mais plutôt un état dont la souveraineté sera partagée avec la France. L'archipel sera donc à la fois un « pays » indépendant et à la fois un territoire que l'ont pourra considérer français (comme un condominium). Ces informations sont cependant à prendre avec des pincettes car aujourd'hui le contenu de l'accord n'est pas clair.

## Relations similaires

### États actuels
Sans parler d'association officielle, certains États concèdent une partie de leurs attributions régaliennes à d'autres États, principalement dans le domaine des affaires étrangères et de la défense :
- Andorre : défense organisée par l'Espagne (notamment pendant la Seconde Guerre mondiale) ou (actuellement) la France depuis 1278 ; la France assure également sa représentation au niveau des relations extérieures.
- Kiribati : le pays ne possède aucune armée ; sa défense est assurée par l'Australie et la Nouvelle-Zélande.
- Liechtenstein : associé à la Suisse depuis 1923. Bien que le chef de l'État représente le Liechtenstein dans ses relations internationales, la Suisse a la responsabilité d'une grande partie des relations diplomatiques du pays. Par ailleurs, le Liechtenstein ne possède aucune armée en temps de paix.
- Monaco : sous protectorat de la France depuis 1861 (et antérieurement du Piémont-Sardaigne de 1815 à 1860), position réaffirmée en 1918 par un traité d'amitié protectrice et l’année suivante par le traité de Versailles. En vigueur depuis 2005, un nouveau traité signé avec la France le 24 octobre 2002 a transformé cette protection en libre association et consacré l’indépendance administrative et diplomatique de la principauté. La France défend l'indépendance et la souveraineté de Monaco, tandis que le gouvernement monégasque exerce ses droits souverains en conformité avec les intérêts français.
- Nauru : associé à l'Australie depuis 1968. Nauru ne possède pas d'armée et l'Australie a pris en charge sa défense de façon informelle.
- Saint-Marin : la responsabilité de la défense du pays repose sur l'Italie.
- Samoa : le pays ne possède aucune armée, la Nouvelle-Zélande assure sa défense de façon informelle.
- Vatican : associé à la Suisse depuis 1506, et à l'Italie depuis 1929. Selon les accords du Latran, une personne qui perd la citoyenneté du Vatican et ne possède pas la citoyenneté d'un autre pays devient automatiquement un citoyen italien. La défense de la cité du Vatican est assurée par l'Italie. Le Vatican fait usage des Gardes suisses, unités fondées par le pape Jules II et fournies par la Suisse.

### Anciennes relations

#### France
Dans le cadre de l'Union française, l'Indochine française (Annam, Tonkin, Cochinchine, Laos et Cambodge) a formé trois États associés à la France (un poste de ministre des Relations avec les États associés exista à cet effet dans les différents gouvernements français entre 1950 et 1955, le dernier titulaire, Guy La Chambre, quitta son poste le 23 février 1955) : 
- État du Viêt Nam (réunissant l'Annam, le Tonkin et la Cochinchine ; proclamé en tant qu'État associé le 2 juillet 1949, retrait de l'Union française à la suite des accords de Genève du 20 juillet 1954) ;
- Royaume du Laos (devient un État associé le 19 juillet 1949, retire toute référence à l'Union française de sa constitution après les accords de Genève, mais continue de participer à l'institution jusqu'à sa suppression[17]).
- Royaume du Cambodge (devient un État associé le 8 novembre 1953, retrait de l'Union française après les accords de Genève) ;

#### Inde
Les affaires étrangères du Bhoutan furent partiellement gérées par l'Inde voisine entre 1949 et 2007, bien que le pays en soit constitutionnellement distinct et indépendant pour tous les autres sujets. Avant son absorption par l'Inde, une relation similaire existait avec le Sikkim entre 1947 et 1975.

#### Royaume-Uni
Une association formelle existait entre le Royaume-Uni et les six États associés des Antilles occidentales, anciennes colonies des Antilles : Antigua (1967-1981), Dominique (1967-1978), Grenade (1967-1974), Saint Christophe-Nevis-Anguilla (1967-1983), Sainte-Lucie (1967-1979) et Saint-Vincent (1969-1979). Sous cet arrangement, chaque État avait le contrôle de sa constitution. En quelques années après cette association, les six États demandèrent et obtinrent leur indépendance, à l'exception d'Anguilla qui redevint un territoire dépendant du Royaume-Uni.

### Autres entités politiques

Sceau du Sénat de Porto Rico : « État libre associé de Porto Rico ».

D'autres situations existent où un État exerce une influence sur une autre entité politique. Un territoire dépendant en est un exemple, qui possède son propre système politique et souvent un gouvernement local autonome, mais ne possède pas de souveraineté propre.
- Porto Rico a adopté le nom d'« État libre associé » (Estado Libre Asociado, traduit officiellement en anglais par Commonwealth) en 1952. Le territoire n'est toutefois pas indépendant, étant sous juridiction et souveraineté des États-Unis[19]. Il s'agit d'ailleurs d'un territoire américain non-incorporé et organisé.